# تامی کراوشاو
تامی کراوشاو (به انگلیسی: Tommy Crawshaw) بازیکن فوتبال زادهٔ ۲۷ دسامبر ۱۸۷۲ اهل کشور انگلستان بود که سابقهٔ بازی در تیم ملی فوتبال انگلستان را در کارنامهٔ خود دارد. وی در تاریخ ۹ مارس ۱۸۹۵ نخستین بازی ملی خود را در مقابل تیم ملی فوتبال ایرلند انجام داد و با حضور در ۱۰ بازی ملی، در تاریخ ۱۲ مارس ۱۹۰۴ واپسین بازی ملی‌اش را در برابر تیم ملی فوتبال ایرلند برگزار کرد.
این بازیکن توانسته در بازی‌های ملی، ۱ گل به ثمر برساند.